# Кундт (лунный кратер)
Кратер Кундт (лат. Kundt) — небольшой ударный кратер в северной части Моря Облаков на видимой стороне Луны. Название присвоено в честь немецкого физика Августа Кундта (1839—1894) и утверждено Международным астрономическим союзом в 1976 г.

## Описание кратера
Ближайшими соседями кратера Кундт являются кратер Герике на западе; кратер Парри на северо-западе; кратер Дэви на востоке и кратер Лассел на юго-востоке. На западе от кратера находится Море Познанное. Селенографические координаты центра кратера 11°34′ ю. ш. 11°34′ з. д. / 11,57° ю. ш. 11,57° з. д., диаметр 10,3 км, глубина 2,4 км.
Кратер Кундт имеет циркулярную чашеобразную форму. Вал с острой чётко очерченной кромкой и гладким внутренним склоном. Высота вала над окружающей местностью достигает 370 м, объём кратера составляет приблизительно 40 км³. По морфологическим признакам кратер относится к типу ALC (по названию типичного представителя этого класса — кратера Аль-Баттани C). Включен в список кратеров с яркой системой лучей Ассоциации лунной и планетарной астрономии (ALPO).
До получения собственного наименования в 1976 г. кратер Кундт имел обозначение Герике С (в системе обозначений так называемых сателлитных кратеров, расположенных в окрестностях кратера, имеющего собственное наименование).

## Сателлитные кратеры
Отсутствуют.

## См.также
- Список кратеров на Луне
- Лунный кратер
- Морфологический каталог кратеров Луны
- Планетная номенклатура
- Селенография
- Минералогия Луны
- Геология Луны
- Поздняя тяжёлая бомбардировка